# Usuard
Usuard est un moine bénédictin de l'abbaye Saint-Germain-des-Prés et lettré de l'époque carolingienne, mort un 23 janvier, peut-être en 877.

## Vie
Son nom figure dans une liste de moines de Saint-Germain-des-Prés rédigée vers 841/847 (une déclaration d'association spirituelle avec les moines de Saint-Remi de Reims). En 858, il se rendit en Espagne avec son collègue moine Odilard pour recueillir des reliques ; ils revinrent avec celles des martyrs Georges, Aurélius et Nathalie, des chrétiens exécutés à Cordoue le 27 juillet 852, faisant partie des martyrs de Cordoue. Le récit de ce voyage, accompagné de miracles, a été raconté par leur collègue Aimoin. Les reliques de Georges seront déposées à Villeneuve renommée alors Villeneuve-Saint-Georges.
Usuard est l'auteur d'un martyrologe dédié à Charles le Chauve. La dédicace semble précéder de peu la mort de l'auteur. Ouvrage dont est issu le martyrologe de Rome, le martyrologe d'Usuard connut un succès constant tout au long du Moyen Âge, ce dont témoignent les nombreux manuscrits retrouvés. Ce martyrologe synthétise des éléments du vieux martyrologe hiéronymien, du martyrologe d'Adon de Vienne, et d'une version lyonnaise augmentée de celui de Bède, attribuée à l'archidiacre Florus de Lyon. Il contient onze cent soixante-sept éloges de saints.
Usuard composa aussi un obituaire de l'abbaye Saint-Germain-des-Prés, le plus ancien du genre (édité par Auguste Molinier, Les obituaires français au Moyen Âge, 1890).